# Mtschetapark
Het Mtskheta Park (მცხეთა პარკი) is een voetbalstadion in de Georgische stad Mtscheta. In het stadion speelt WIT Georgia haar thuiswedstrijden.